# The Ron Clark Story
The Ron Clark Story (también conocida como The Triumph en Australia, Nueva Zelanda, Bélgica, el Reino Unido, Suecia y Filipinas) es un telefilme de TNT protagonizado por Matthew Perry. Basado en el profesor Ron Clark, un profesor de un pequeño pueblo, que se muda a Nueva York e intenta hacer que sus estudiantes crean en ellos mismos. La película fue patrocinada por Johnson & Johnson.

## Trama
The Ron Clark story, sigue la historia inspiradora de un joven maestro enérgico, creativo e idealista que deja su pequeño pueblo natal de Carolina del Norte para enseñar en una escuela pública de Nueva York. A través de la utilización de normas especiales para su aula, les ayudará a resolver sus problemas, Clark es capaz de hacer una notable diferencia en las vidas de sus alumnos; A una jovencita que trata de asistir a la escuela mientras ayuda a criar a sus 3 hermanos, le ofrece la oportunidad de superar su situación y convertirse en la mejor estudiante de la clase. Un joven con una inclinación al grafiti, lo ayuda para que se pueda expresar artísticamente. Incluso cuando él tenía neumonía, Clark continúa trabajando con sus estudiantes, con la esperanza de que él pueda elevar sus calificaciones a un aceptable nivel, o posiblemente más alto. Los jóvenes toman el examen del estado y unos pocos días más tarde, Clark lleva a los niños a ver el Fantasma de la Ópera. Al final, el director Turner revela que la clase de Clark obtuvo el promedio más alto en el estado y el señor Clark fue considerado por sus estudiantes como el mejor maestro en el mundo.

## Reparto
- Matthew Perry: Ron Clark
- Brandon Mychal Smith: Tayshawn Mitchell
- Hannah Hodson: Shameika Wallace
- Micah Stephen Williams: Julio
- Ernie Hudson: Director Turner
- Melissa De Sousa: Marissa Vega
- Patricia Idlette: Devina
- Jerry Callaghan: Ron Clark Jr.
- Marty Antonini: Howard
- Baljeet Balagun: Badriyah's Father
- Patricia Benedict: Jean Clark
- Judith Buchan: Snowden School Principal
- Candus Churchill: Doretha Wallace
- Griffin Cork: Hadley
- Pamela Crawford: Ms. Benton
- Isabelle Deluce: Alita Sánchez
- James Dugan: Mr. Lively
- Bren Eastcott: Badriyah
- Chris Enright
- Domarley Howell: Amanda
- Mike Geselbracht: Mr. Black

## Premios y nominaciones
En diciembre de 2006, Matthew Perry, quien interpretó a Ron Clark, fue nominado a Mejor Actor en los Globos de Oro y de nuevo en los Screen Actors Guild Awards. También, el film fue nominado a los Directors Guild of America para Randa Haines, un WGA Award para los escritores Max Enscoe y Annie de Young, y un Broadcast Film Critics Association para los productores ejecutivos Howard Burkons y Brenda Friend. 
El 10 de marzo de 2007, los 28th Annual Young Artists Association los nombró “Mejor Película para Televisión" y le dieron a Hannah Hodson el premio a “Mejor Actuación en una Película, Miniserie o Especial (Comedia o Drama)".  
El 15 de marzo de 2007, la película recibíó un Christopher Award. 
En julio de 2007, fue nominada para 3 Premios Emmy; Gary M. Zuckerbrod, Lonnie Hamerman, Bonnie Finnegan, Rhonda Fisekci, y Candice Elzinga por Mejor Reparto de una Miniserie, Película O Especial, Matthew Perry por Mejor Actor - Miniserie o telefilme, y a los productores Howard Burkons, Brenda Friend, Adam Gilad, Sunta Izzcupo, Jody Brockway, and Producer Craig McNeill por Outstanding Made For Television Movie.